# Tectus maximus
Tectus maximus is een slakkensoort uit de familie van de Tegulidae. De wetenschappelijke naam van de soort is voor het eerst geldig gepubliceerd in 1844 door Koch in Philippi.